# Novagalicia Banco
Novagalicia Banco fue la marca comercial con la que operaba NCG Banco hasta su sustitución por la marca Abanca el 27 de junio de 2014, tras su adquisición en diciembre de 2013 por el grupo bancario venezolano Banesco. Fue creada el 19 de octubre de 2011 y se implantó en Galicia, Asturias, la provincia de León y el mercado internacional. El mismo banco operó en el resto de España a través de su filial EVO Banco (inicialmente creado también como marca comercial), el cual fue vendido al fondo de inversión estadounidense Apollo Global Management. Tras la conclusión de la venta de EVO Banco en febrero de 2014, se abrieron oficinas con la marca Novagalicia Banco en otras ciudades españolas.

## Historia

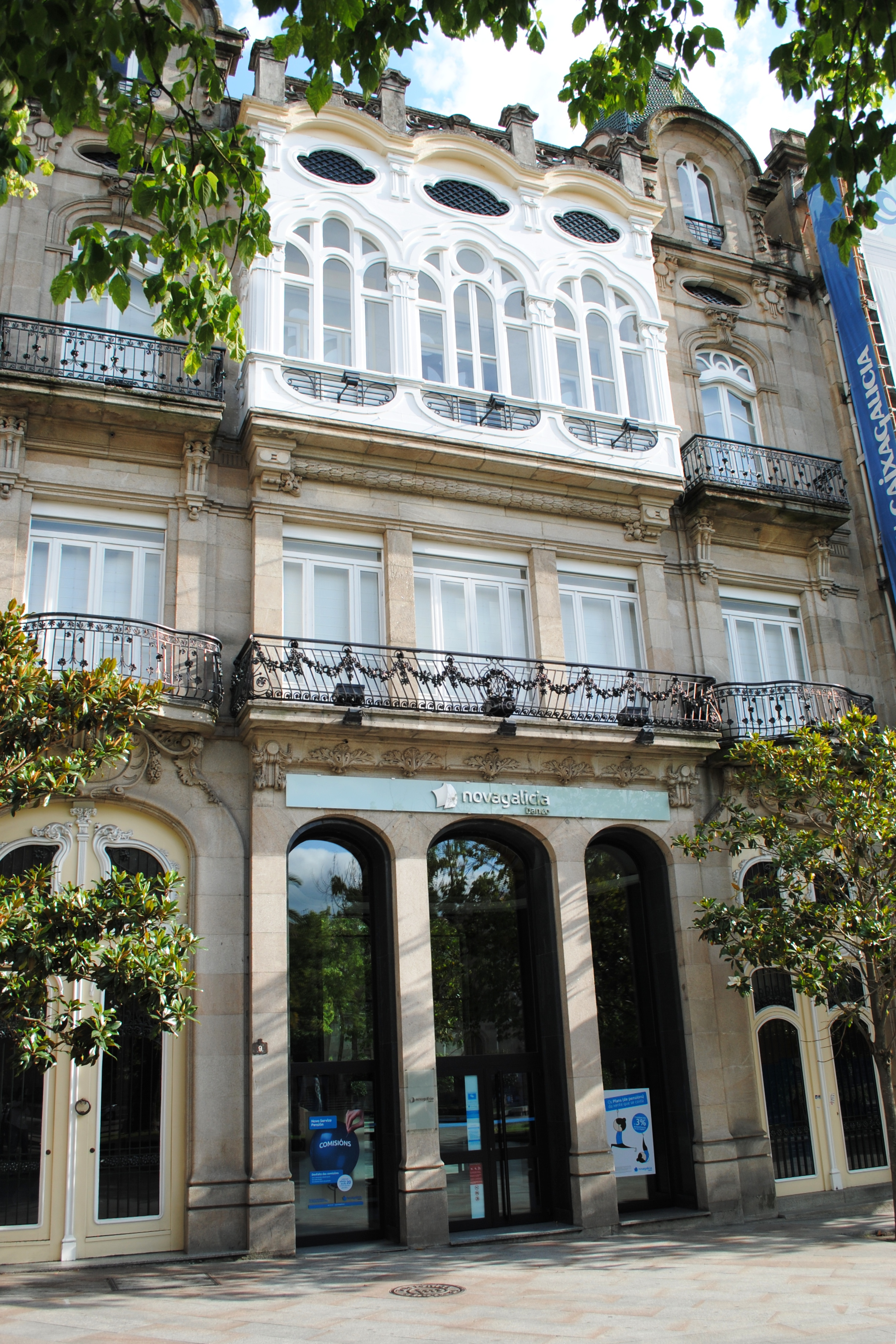
Oficina de Novagalicia Banco en Orense.

La fundación de esta marca comercial es la consecuencia de una serie de cambios en la estructura de su matriz. En 2010, las cajas de ahorros gallegas Caixa Galicia y Caixanova emprenden un proceso de fusión que tiene como resultado la cesión de todos los activos de las dos antiguas entidades a una nueva caja, la cual recibió el nombre de NovaCaixaGalicia. Todas las oficinas de las antiguas cajas pasaron a cambiar su logotipo y su marca comercial por el de la nueva resultante.
Sin embargo, tan solo un año después, en 2011 CaixaNovaGalicia decide, en consonancia con la reestructuración del sistema bancario en España, ceder todos sus activos, oficinas y cartera de clientes a una entidad bancaria de la cual la caja es la única propietaria, denominada NCG Banco, S. A. De esta forma, la caja sigue existiendo con el único propósito de mantener la obra social, pasando su anterior actividad al nuevo banco.
Acorde a este cambio, la entidad crea una nueva marca comercial para operar en toda España, Novagalicia Banco, volviendo a modificar la rotulación y comunicación externa de todas las oficinas en España de la entidad por los de la nueva marca.
La marca Novagalicia Banco nació el 19 de octubre de 2011 bajo el lema publicitario “Un nuevo banco con los clientes de toda la vida”. Su imagen corporativa y logotipo constituyen una evolución gráfica de la imagen de Novacaixagalicia, entidad que dio origen al banco. Con el fin de recalcar sus orígenes, Novagalicia Banco recoge en su logotipo la paleta de colores azules que le vincula a la identidad gráfica y cultural de Galicia y una tipografía creada especialmente para el nuevo banco.
Esta marca se implantó en Galicia, Asturias y la provincia de León. Para operar en el resto del país, NCG Banco decidió crear una marca por separado, naciendo la denominación EVO Banco el 12 de marzo de 2012.
En abril de 2014, Banesco, vencedor de la subasta de NCG Banco a través de Banco Etcheverría, anunció que se suprimiría la marca Novagalicia Banco una vez que se materializara la adquisición de NCG Banco y se sustituiría por una nueva.
El 27 de junio de 2014, la marca comercial Novagalicia Banco fue sustituida por la marca Abanca.